# Liberty Films
«Liberty Films» — американская независимая киностудия, которую основали в 1945 году Фрэнк Капра и Самуэль Брискин. В число соучредителей вскоре также вошли Уильям Уайлер и Джордж Стивенс. Единственным фильмом, выпущенным студией под своими реквизитами, остался «Эта прекрасная жизнь» (1946), но он впоследствии вошёл в классику кинематографа США и с 1970-х показывается в этой стране по телевидению под Рождество.

## История создания
Фрэнк Капра сделал себе имя ещё в 1934 году оскароносным «Это случилось однажды ночью». В 1939 он открыл компанию «Frank Capra Productions» и выпустил фильм «Познакомьтесь с Джоном Доу». Однако 7 декабря 1941 произошло нападение на Пёрл-Харбор и США вступили во Вторую мировую войну. Капра закрыл компанию и вступил в Войсках связи США ( U.S. Army Signal Corps), где занимался подготовкой и выпуском документальных и художественных фильмов для нужд военной пропаганды. Дослужился до звания полковника, как и его коллега по службе Самуэль Брискин.
Весной 1945 Капра и Брискин были демобилизованы и решили открыть собственную киностудию, а не работать на крупные студии Голливуда. Как пояснил Капра, его не устраивала сложившаяся система «Золотого века Голливуда», где киностудии являлись и владельцами собственных сетей кинотеатров. В этой ситуации художественные таланты режиссёра отходили на второй план перед стандартизацией сюжетов и умением преподнести фильм владельцу студии.
Вскоре в долю компании также вошли Уильям Уайлер и Джордж Стивенс. Все четверо имели равное право голоса при принятии решений, хоть и разное количество акций (из чего исчислялась личная прибыль): 32 % у Капры как президента компании, 18 % у Брискина, по 25 % у Уайлера и Стивенса. Всего удалось добиться капитализации в 1 000 000 долларов плюс договориться с банком об открытии кредита на 3 500 000. Это было несравнимо с бюджетами больших голливудских студий, но по послевоенным расценкам достаточно, чтобы приступить к съёмкам.

## Фильмы компании
До Антимонопольного решения Верховного суда США в ноябре 1948 года, любой и каждый кинотеатр в США входил в одну из сетей, принадлежащих одной из студий-мейджоров Голливуда. Поэтому мало было сделать фильм для показа, нужно было заранее договориться о показе. «Liberty Films» сумели договориться с «RKO Pictures» о показе 9 своих фильмов. Планировалось, что каждый из трёх продюсеров компании (Капра, Уайлер, Стивенс) снимут по три фильма, по фильму в год. Самуэль Брискин ранее вышел своей долей из компании и работал продюсером в CBC (современная «Columbia Pictures»).
Первым к съёмкам приступил Капра. Его фантазийная мелодрама «Эта прекрасная жизнь» с Джеймсом Стюартом в главной роли вышла на экраны в 1946 году. Фильм имел успех в прокате, а позднее вошёл в классику американского кинематографа. Однако «RKO Pictures» имела наименьшую из больших студий сеть кинотеатров, и первоначального успеха оказалось недостаточно для компенсации большого бюджета фильма (свыше трёх миллионов долларов).

## Дальнейшая судьба компании
Так как банк для возвращения кредитов мог выставить компанию на продажу, Капра предложил продать, пока не поздно, «Liberty Films» одной из крупных студий на максимально выгодных условиях. По воспоминаниям Капры, Уайлер и Стивенс были сначала решительно против этого, однако в конце концов примирились с неизбежным.
Компания была куплена студией «Paramount Pictures» в мае 1947 года со всеми правами на уже снятые и начатые фильмы, а также на готовые сценарии. Капра, Уайлер и Стивенс получили в сумме 3 450 000 в акциях студии и право на съёмку до 5 фильмов каждый под лейблом «Paramount Pictures» (при условии утверждения сценария и бюджета в каждом случае).
Формальное закрытие компании как юридического лица произошло в 1951 году.